# بيت عثمان
بيت عثمان قرية تتبع ناحية حمام واصل في منطقة بانياس التابعة لمحافظة طرطوس.